# Lijst van voetbalinterlands Myanmar - Sri Lanka
Deze lijst van voetbalinterlands is een overzicht van alle officiële voetbalwedstrijden tussen de nationale teams van Myanmar (voormalig Birma) en Sri Lanka (voormalig Ceylon). De landen hebben tot op heden tien keer tegen elkaar gespeeld. De eerste ontmoeting, een vriendschappelijke wedstrijd, werd gespeeld in Rangoon op 1 december 1953. Het laatste duel, eveneens een vriendschappelijke wedstrijd, vond plaats op 13 oktober 2024 in Yangon.

## Wedstrijden
| №  | Plaats       | Datum            | Competitie             | Wedstrijd           | Uitslag |
| -- | ------------ | ---------------- | ---------------------- | ------------------- | ------- |
| 1  | Rangoon      | 1 december 1953  | Vriendschappelijk      | Birma − Ceylon      | 3 − 2   |
| 2  | Calcutta     | 25 december 1954 | Vriendschappelijk      | Ceylon − Birma      | 2 − 1   |
| 3  | Dhaka        | 1 december 1955  | Vriendschappelijk      | Ceylon − Birma      | 1 − 3   |
| 4  | Jakarta      | 8 juni 1972      | Vriendschappelijk      | Birma − Sri Lanka   | 4 − 2   |
| 5  | Kuala Lumpur | 4 augustus 1972  | Vriendschappelijk      | Sri Lanka − Birma   | 2 − 5   |
| 6  | Yangon       | 29 oktober 1995  | Vriendschappelijk      | Birma − Sri Lanka   | 2 − 0   |
| 7  | Haiderabad   | 2 augustus 2008  | AFC Challenge Cup 2008 | Sri Lanka − Birma   | 1 − 3   |
| 8  | Colombo      | 16 februari 2010 | AFC Challenge Cup 2010 | Sri Lanka − Birma   | 0 − 4   |
| 9  | Yangon       | 10 oktober 2024  | Vriendschappelijk      | Myanmar − Sri Lanka | 2 − 0   |
| 10 | Yangon       | 13 oktober 2024  | Vriendschappelijk      | Myanmar − Sri Lanka | 0 − 0   |

## Samenvatting
| Competitie        | Totaal gespeeld | Winst Myanmar | Gelijk | Winst Sri Lanka | Doelsaldo Myanmar – Sri Lanka |
| ----------------- | --------------- | ------------- | ------ | --------------- | ----------------------------- |
| AFC Challenge Cup | 2               | 2             | 0      | 0               | 7 − 1                         |
| Vriendschappelijk | 8               | 6             | 1      | 1               | 20 − 9                        |
| Totaal            | 10              | 8             | 1      | 1               | 27 − 10                       |

MFF · 
A-internationals · 
Myanmarees vrouwenelftal
1951 – 1959 · 
1960 – 1969 · 
1970 – 1979 · 
1980 – 1989 · 
1990 – 1999 · 
2000 – 2009 · 
2010 – 2019 ·
2020 − 2029
Bahrein ·
Bangladesh ·
Bolivia ·
Brunei ·
Burundi ·
Cambodja ·
China ·
DDR ·
Filipijnen ·
Guam ·
Hongkong ·
India ·
Indonesië ·
Irak ·
Iran ·
Israël ·
Japan ·
Kirgizië ·
Koeweit ·
Laos ·
Lesotho ·
Libanon ·
Libië ·
Luxemburg ·
Macau ·
Malediven ·
Maleisië ·
Marokko ·
Mongolië ·
Nepal ·
Nieuw-Zeeland ·
Noord-Korea ·
Oman ·
Oost-Timor ·
Pakistan ·
Palestina ·
Qatar ·
Singapore ·
Sri Lanka ·
Syrië ·
Tadzjikistan ·
Taiwan ·
Thailand ·
Turkmenistan ·
Verenigde Arabische Emiraten ·
Vietnam ·
Zuid-Korea ·
Zuid-Vietnam
FSL ·
A-internationals ·
Sri Lankaans vrouwenelftal
Afghanistan ·
Bahrein ·
Bangladesh ·
Bhutan ·
Brunei ·
Cambodja ·
China ·
DDR ·
Filipijnen ·
Guam ·
Hongkong ·
India ·
Indonesië ·
Irak ·
Iran ·
Japan ·
Jemen ·
Jordanië ·
Kirgizië ·
Laos ·
Libanon ·
Macau ·
Malediven ·
Maleisië ·
Mongolië ·
Myanmar ·
Nepal ·
Noord-Korea ·
Oezbekistan ·
Oman ·
Pakistan ·
Palestina ·
Papoea-Nieuw-Guinea ·
Qatar ·
Saoedi-Arabië ·
Seychellen ·
Singapore ·
Soedan ·
Syrië ·
Tadzjikistan ·
Taiwan ·
Thailand ·
Turkmenistan ·
Verenigde Arabische Emiraten ·
Vietnam ·
Zuid-Korea